# Lee Tae-ho
Pour les articles homonymes, voir Lee.
Lee Tae-ho (coréen : 이태호), (né le 29 janvier 1961 à Daejeon en Corée du Sud), est un ancien joueur et désormais entraîneur de football sud-coréen.

## Palmarès
Club
- 1980 : Finaliste de la Coupe d'Asie des nations 1980 avec l'équipe de Corée du Sud de football
- 1984 : Vainqueur de la K-League 1984 avec les Daewoo Royals
- 1987 : Vainqueur de la K-League 1987 avec les Daewoo Royals
- 1988 : Finaliste de la Coupe d'Asie des nations 1988 avec l'équipe de Corée du Sud de football
- 1991 : Vainqueur de la K-League 1991 avec les Daewoo Royals

Individuel
- 1984 : Équipe type de la K-League 1984 (attaque)
- 1990 : Équipe type de la K-League 1990 (attaque & joueur exemplaire)
- 1992 : Joueur exemplaire de la K-League 1992

## Buts internationaux
| Date              | Lieu      | Adversaire          | But    | Résultat        |
| ----------------- | --------- | ------------------- | ------ | --------------- |
| 27 août 1980      | Daejeon   | Thaïlande           | 1 but  | 4-0             |
| 29 août 1980      | Gwangju   | Bahreïn             | 1 but  | 5-0             |
| 24 avril 1981     | Koweït    | Thaïlande           | 1 but  | 5-1             |
| 21 juin 1981      | Busan     | Japon               | 1 but  | 2-0             |
| 1er mars 1982     | Calcutta  | Chine               | 1 but  | 1-1             |
| 9 mai 1982        | Bangkok   | Thaïlande           | 1 but  | 3-0             |
| 11 juin 1982      | Gwangyang | Bahreïn             | 2 buts | 3-0             |
| 6 juin 1983       | Suwon     | Thaïlande           | 1 but  | 4-0             |
| 15 juin 1983      | Séoul     | Ghana               | 1 but  | 1-0             |
| 3 juin 1984       | Busan     | Guatemala           | 1 but  | 2-0             |
| 13 octobre 1984   | Calcutta  | Pakistan            | 1 but  | 6-0             |
| 2 décembre 1984   | Singapour | Arabie saoudite     | 1 but  | 1-1             |
| 2 mars 1985       | Katmandou | Népal               | 1 but  | 2-0             |
| 6 juin 1985       | Daejeon   | Thaïlande           | 1 but  | 3-2             |
| 8 juin 1985       | Gwangju   | Bahreïn             | 1 but  | 3-0             |
| 26 octobre 1985   | Tokyo     | Japon               | 1 but  | 2-1             |
| 28 septembre 1986 | Séoul     | Chine               | 1 but  | 4-2             |
| 3 octobre 1986    | Séoul     | Indonésie           | 1 but  | 4-0             |
| 6 janvier 1988    | Doha      | Égypte              | 1 but  | 1-1 (5-4 TAB)   |
| 3 décembre 1988   | Doha      | Émirats arabes unis | 1 but  | 1-0             |
| 14 décembre 1988  | Doha      | Chine               | 2 buts | 1-1 (2-1 prol.) |
| 5 mai 1989        | Séoul     | Japon               | 1 but  | 1-0             |
| 25 mai 1989       | Séoul     | Népal               | 1 but  | 9-0             |
| 3 juin 1989       | Singapour | Népal               | 1 but  | 4-0             |